# Atwood (Colorado)
Atwood és una concentració de població designada pel cens dels Estats Units a l'estat de Colorado. Segons el cens del 2000 tenia 195 habitants.

## Demografia
Segons el cens del 2000, Atwood tenia 195 habitants, 72 habitatges, i 58 famílies. La densitat de població era de 21,3 habitants per km².
Dels 72 habitatges en un 37,5% hi vivien nens de menys de 18 anys, en un 63,9% hi vivien parelles casades, en un 9,7% dones solteres, i en un 19,4% no eren unitats familiars. En el 19,4% dels habitatges hi vivien persones soles el 9,7% de les quals corresponia a persones de 65 anys o més que vivien soles. El nombre mitjà de persones vivint en cada habitatge era de 2,71 i el nombre mitjà de persones que vivien en cada família era de 3,03.
Per edats la població es repartia de la següent manera: un 30,3% tenia menys de 18 anys, un 3,6% entre 18 i 24, un 23,6% entre 25 i 44, un 31,3% de 45 a 60 i un 11,3% 65 anys o més.
L'edat mediana era de 42 anys. Per cada 100 dones de 18 o més anys hi havia 103 homes.
La renda mediana per habitatge era de 44.091 $ i la renda mediana per família de 44.205 $. Els homes tenien una renda mediana de 36.375 $ mentre que les dones 29.250 $. La renda per capita de la població era de 21.772 $. Entorn del 7% de les famílies i el 6,7% de la població estaven per davall del llindar de pobresa.

## Poblacions més properes
El següent diagrama mostra les poblacions més properes.